# 北澤篤史
北澤 篤史（きたざわ あつし、1984年 - ）は、日本のことわざ・漢字熟語専門家。
ことわざ学会理事。

## 著書
- 『マンガでわかる 漢字熟語の使い分け図鑑』講談社, 2024.10
- 『マンガでわかる すごい! ことわざ図鑑 〈試験に出る〉』講談社, 2024.12
- 『マンガでわかる おもしろ四字熟語図鑑〈試験に出る〉』講談社, 2025.3